# Holcomycteronus profundissimus
Holcomycteronus profundissimus (Roule, 1913), frequentemente referido pelo sinónimo taxonómico Grimaldichthys profundissimus, (em italiano:  pesce di Grimaldi) é uma espécie de pequenos peixes serpentiformes das grandes profundidades oceânicas (da zona hadal) pertencente à família Ophidiidae.

## Descrição
São peixes de corpo alongado, de cor amarelada uniforme e amarelada. Tem cerca de 22 cm de comprimento médio e apresenta apenas olhos rudimentares. Muito pouco se sabe sobre seu habitat, ecologia e biologia.
O primeiro espécime que se conhece foi capturado nas águas profundas do Oceano Atlântico em agosto de 1901, a uma profundidade de 6035 m, ou seja em plena zona hadal, a sudoeste do arquipélago de Cabo Verde. Foi capturada durante um cruzeiro oceanográfico pela Princesa Alice do Mónaco usando uma armadilha para peixes projectada por seu marido, o Príncipe Albert I do Mónaco. O género a que a espécie pertence foi inicialmente denominado Grimaldichthys em homenagem à Casa de Grimaldi, a família reinante do Mónaco.
Outros espécimes deste peixe foram registadas posteriormente nos oceanos Pacífico e Índico a profundidades entre 5180 m e 7160 m. Durante muitas décadas considerou-se que eram os peixes que viviam a maior profundidade, até ser descoberta a espécie Abyssobrotula galatheae, com um espécime encontrado numa profundidade superior a  8000 m descrito em 1977.